# مرگ محمد
دربارهٔ تاریخ مرگ محمد اتفاق نظری وجود ندارد. منابع اسلامی از زمان سیره ابن‌اسحاق در میانه‌های قرن هشتم، سال ۶۳۲ میلادی را به عنوان سالِ مرگ محمد (و مدینه به عنوان محل درگذشت او) گزارش کرده‌اند، اگرچه دربارهٔ روز دقیق آن نظرات مختلفی دارند. برخلاف آن‌ها، حداقل یازده منبع غیراسلامی از قرن اول هجری وجود دارد که از محمد به عنوان فرمانده سپاه اسلام در حمله به سرزمین مقدس (اورشلیم و منطقهٔ فلسطین) و گاه دیگر مناطق خاور نزدیک نام برده‌اند. این حملات به گفته منابع اسلامی از سال ۶۳۴ میلادی آغاز شده‌است.

## تاریخ دقیق
در بین راویان و مورخان دربارهٔ تاریخ دقیق درگذشت او اختلاف نظر وجود دارد اما همهٔ مورخان اتفاق نظر دارند که مرگ محمد در روز دوشنبه بود. همچنین از بین روایت‌های مختلفی که نقل شده، تاریخ‌های ۲۸ صفر، ۱ ربیع‌الاول، ۲ ربیع‌الاول و ۱۲ ربیع‌الاول از بقیهٔ روایت‌ها مشهورتر است که از میان این موارد، علمای شیعه بر تاریخ ۲۸ صفر و علمای اهل سنت بر تاریخ ۱۲ ربیع‌الاول توافق بیشتری دارند. با این حال پژوهش‌های علمی نشان می‌دهد که هیچ‌کدام از این دو نمی‌توانند در روز دوشنبه باشند و تاریخ صحیح که با مشخصات رویدادهای منتهی به این روز مطابقت داشته باشد، ۲ ربیع‌الاول است. تنها منبع دست اول که ۲۸ صفر را روز درگذشت محمد یاد کرده، الارشاد از شیخ مفید است که آن هم به هیچ مرجعی استناد نکرده‌است. محمدهادی یوسفی غروی معتقد است که ۲۸ صفر، روز شدت یافتن بیماری محمد بوده و روز درگذشت نیست.

## پی‌نوشت‌ها